# Stikkan Anderson
Stikkan Anderson, egentlig Stig Erik Leopold Anderson (25. januar 1931 i Hova, Västergötland i Sverige – 12. september 1997 i Stockholm) var en svensk tekstforfatter, musikforlægger, forretningsmand og oversætter af udenlandsk popmusik til svensk.
Stikkan Anderson stiftede Polar Music Prize, musikkens modstykke til Nobelprisen, og var grundlægger af Polar Records. Han er uden for Sverige mest kendt for sit engagement med ABBA og omtales ofte som ABBAs femte medlem.
Han skrev over 3 000 sangtekster og var med til at komponere melodi/tekst til sangen Waterloo, der vandt Eurovision Song Contest i 1974.
I dansktop-sammenhæng har Stikkan Anderson haft stor betydning. I 1959 fik han sit første store hit som sangskriver med sangen Är du kär i mig ännu, Klas-Göran? Den røg over Øresund til Danmark, hvor Gustav Winckler købte den til sit nystartede musikforlag. Winckler oversatte den selv til dansk og gav den videre til Grethe Sønck, som dermed fik sit livs hit. 
De følgende år fortsatte Anderson med at levere tekster og melodier til Gustav Winckler og de danske andre producere og tekstforfattere, både egne og dem han havde i sit musikforlags kataloger. Da Dansktoppen startede i 1968 var de fleste af melodierne hentet fra udlandet, og her havde Stikkan Anderson en absolut hovedrolle.
Andersons engagement i Danmark ebbede ud i takt med, at han fik succes med ABBA, og hans gamle danske samarbejdspartnere efterhånden faldt fra. Dog har hans indfyldelse stadig betydning, da rettighederne til mange af de sange, som er danske versioner af udenlandske sange, i dag ligger i Sverige.